# Toni Babl
Toni Babl (* 4. Dezember 1906 in Miesbach; † 19. Juni 1936 in Bonn) war ein deutscher Motorradrennfahrer und in den 1930er Jahren einer der bekanntesten Seitenwagen-Rennfahrer Deutschlands.

## Karriere
Toni Babl war Anfang der 1930er-Jahre mit seinen 600-cm³-Seitenwagenmaschinen als Bergspezialist bekannt und gewann zwischen 1927 und 1935 unter anderem die Bergrennen von Ratisbona, am Kesselberg, am Gaisberg und viermal den Freiburger Bergrekord am Schauinsland. 1935 siegte Babl beim Feldbergrennen im Taunus auf Douglas-Eigenbau vor Hans Kahrmann / Heinrich Eder auf DKW. 1932 wurde er auf einem 600er Victoria-Gespann Deutscher Bergmeister in der Klasse bis 600 cm³. 1935 gewann der Bayer auf Douglas die nationale Bergmeisterschaft sowohl bei den 600ern als auch in der 1000er-Klasse.
Im Jahr 1936 wurde Toni Babl Werksfahrer beim Zschopauer Hersteller DKW, für den er zusammen mit „Schmiermaxe“ Julius Beer beim Hannoveraner Eilenriederennen auf Anhieb den zweiten Platz belegte. Kurze Zeit später gewannen die beiden das 600-cm³-Gespannrennen um den Großen Preis der Schweiz in Bremgarten. Danach folgten weitere Siege beim Solitude-Rennen bei Stuttgart und dem Kölner Stadtwaldrennen.

### Tödlicher Unfall
Bei den Trainingsfahrten zum Internationalen Eifelrennen auf der Nürburgring-Nordschleife, die vom 11. bis 13. Juni 1936 abgehalten wurden, verunglückten Toni Babl / Julius Beer mit ihrem DKW-Gespann schwer. Die beiden wurden mit ihrer Maschine aus einer Rechtskurve getragen, stürzten über eine Böschung und überschlugen sich mehrmals.
Babl wurde ins Krankenhaus nach Adenau gebracht, wo eine Gehirnerschütterung sowie Gesichtsverletzungen diagnostiziert wurden. Sein Zustand verschlechterte sich zusehends und der Bayer verlor das Bewusstsein, so dass er ins Universitätsklinikum nach Bonn verbracht wurde, wo er nicht wieder erwachte und wenige Tage nach dem Unfall im Alter von 29 Jahren verstarb.
Toni Babl wurde wenig später in seiner oberbayrischen Heimatstadt unter großer Anteilnahme seiner Rennfahrerkollegen und der Bevölkerung beigesetzt. Sein Beifahrer Julius Beer überlebte den Unfall und wurde 1937 mit Hans Schumann Deutscher Meister in der Gespann-Klasse.
Die vermehrten schweren Seitenwagenunfälle der Jahre 1936 und 1937 – neben Toni Babl verunglückten beispielsweise auch Karl Braun, Albert Schneider, Hans Schneider und Josef Lohner tödlich – veranlassten das Nationalsozialistische Kraftfahrkorps als oberste Motorsportbehörde Deutschlands dazu, für 1938 alle Gespannrennen Deutschland zu verbieten. Auf einigen Rennstrecken wie der Solitude, dem Schleizer Dreieck und am Feldberg wurde der Rennbetrieb sogar ganz eingestellt. Erst nach dem Zweiten Weltkrieg wurden Seitenwagenrennen wieder erlaubt.

## Rennsiege
| Jahr | Klasse             | Maschine | Beifahrer   | Rennen                   | Strecke    |
| ---- | ------------------ | -------- | ----------- | ------------------------ | ---------- |
| 1936 | Gespanne (600 cm³) | DKW      | Julius Beer | Großer Preis der Schweiz | Bremgarten |

## Verweise